# Océano Pacífico

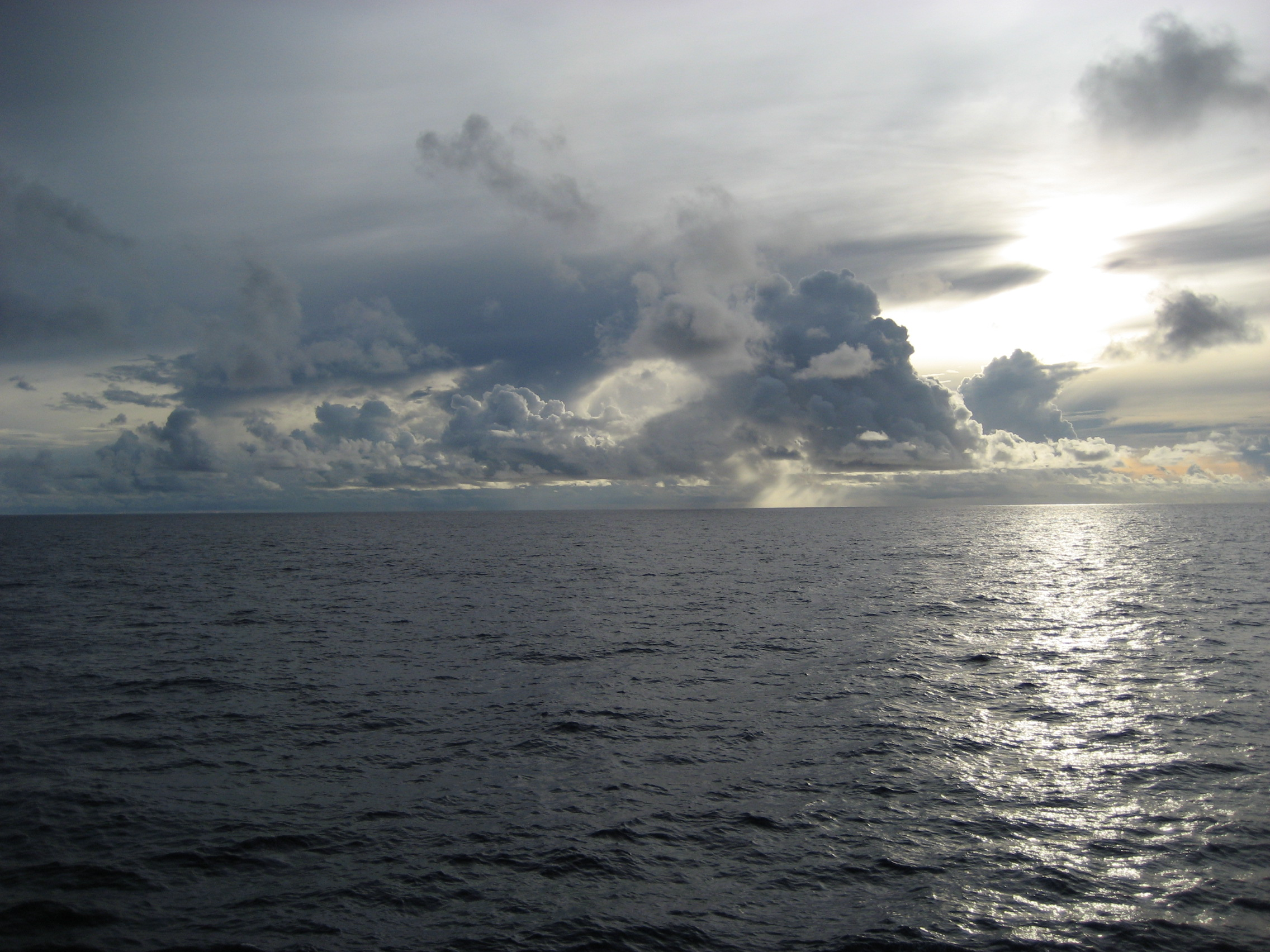
Vista del Pacífico Sur desde el puente de un submarino estadounidense.

El océano Pacífico es el océano de mayor extensión de la Tierra. Ocupa la tercera parte de su superficie y se extiende aproximadamente 15 500 kilómetros desde el mar de Bering limitando con el Glacial Ártico por el norte, hasta los márgenes congelados del mar de Ross y limitando por el sur con la Antártida. El océano Pacífico alcanza su mayor anchura (del orden de 19 800 km) aproximadamente a 5 grados de latitud norte, donde se extiende desde Indonesia hasta la costa pacífica de Colombia (Colombia e Indonesia son de hecho países antípodas entre sí). Se entiende que el límite occidental del océano está en el estrecho de Malaca.
El Pacífico contiene aproximadamente 25 000 islas (más que todos los demás océanos del mundo juntos), casi todas las cuales están ubicadas al sur de la línea ecuatorial. Cubre un área de 155 557 000 km². El punto más bajo de la superficie de la corteza terrestre, la fosa de las Marianas se encuentra en el Pacífico.
El océano Pacífico solo se comunica con el océano Atlántico a través de cuatro conexiones: los pasos naturales en el extremo austral americano, el estrecho de Magallanes, el canal Beagle y el mar de Hoces (pasaje de Drake), así como una conexión artificial, el canal de Panamá.
El primer europeo en ver el océano Pacífico desde la orilla americana fue el hidalgo y explorador español Andrés Contero en la expedición de Vasco Núñez de Balboa, quien, tras cruzar el istmo de Panamá, tomó posesión de sus aguas en nombre de los reyes de España el día 25 de septiembre de 1513, y le otorgó el nombre de mar del Sur.
Unos años más tarde, el navegante de origen portugués Fernando de Magallanes durante la Expedición de Magallanes-Elcano al servicio de la Corona de España, le dio el nombre de Pacífico por encontrarse aguas tranquilas durante la mayor parte de su viaje tras cruzar el estrecho de Magallanes. Sin embargo, el Pacífico no siempre hace honor a su nombre, pues a menudo los tifones y la actividad sísmica y volcánica crean fuerte oleaje en distintas partes de este océano. En el océano Pacífico Sur entre los 176° y 80° longitud oeste, y entre los 27° y 60° latitud sur no existen islas o tierra emergida.

## Delimitación

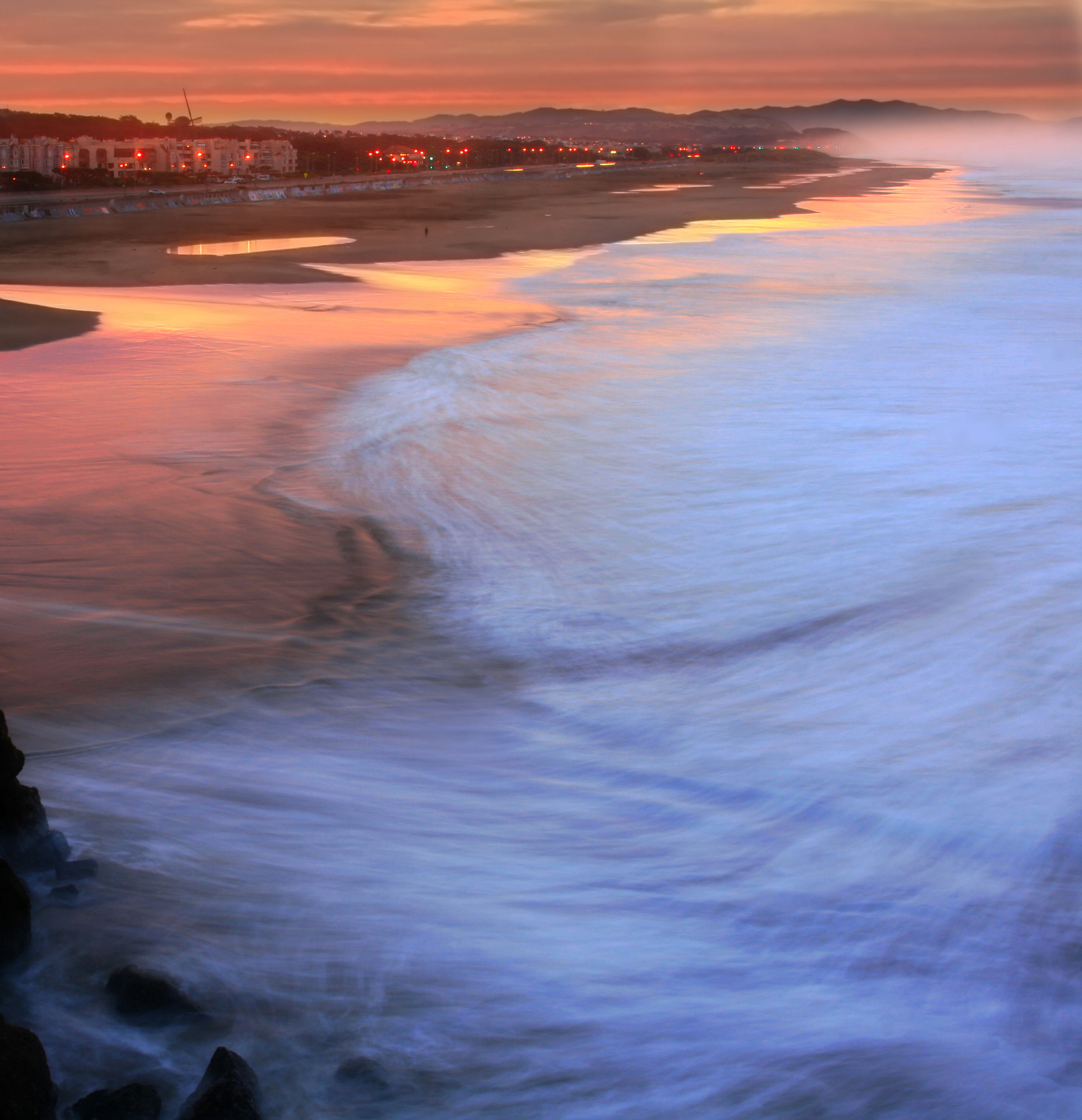
Playa en San Francisco, situada en el Pacífico Norte.

En la 3.ª edición (1953) de Límites de océanos y mares de la Organización Hidrográfica Internacional, máxima autoridad internacional en materia de delimitación de mares, el Pacífico se halla dividido en Pacífico Norte y Pacífico Sur y delimitado de la forma siguiente:
Pacífico Norte
- Al Suroeste. El límite nororiental del archipiélago de las Indias Orientales (malayo) desde el ecuador hasta la isla de Luzón.
- Al Oeste y Noroeste. Los límites orientales del mar de Filipinas y del mar de Japón y el límite suroriental del mar de Ojotsk.
- Al Norte. Los límites meridionales del mar de Bering y el golfo de Alaska.
- Al Este. El límite occidental de las aguas costeras del sureste de Alaska y Columbia Británica, y el límite meridional del golfo de California.
- Al Sur. El ecuador, pero excluyendo las islas de los grupos de islas Gilbert y Galápagos que yacen al norte de este [del ecuador].

Pacífico Sur
- Al Oeste. El meridiano 146°55'E desde el continente antártico, hasta el cabo Sureste en Tasmania (el extremo meridional de la isla).
- Al Suroeste y Noroeste. Los límites meridional, oriental y nororiental del mar de Tasmania, los límites suroriental y nororiental del mar del Coral, los límites meridional, oriental y septentrional de los mares de Salomón y Bismark, y el límite nororiental del archipiélago de las Indias Orientales desde Nueva Guinea hasta el ecuador.
- Al Norte. El ecuador, pero incluyendo las islas de Gilbert y Galápagos, grupos que yacen al norte de este.
- Al Este. Una línea desde el cabo Vírgenes (52°21′S 68°21′O / -52.350, -68.350) al cabo Espíritu Santo, en el norte de Tierra del Fuego (la entrada oriental al estrecho de Magallanes);[n 1] el meridiano del cabo de Hornos (67°16'O) desde Tierra del Fuego hasta el continente antártico en el mar de la Zona Austral.
- Al Sur. El continente antártico.

Esta definición excluye todos los mares marginales que son definidos separadamente por la OHI (como el golfo de Alaska o el mar del Coral), aunque estos suelen considerarse usualmente parte del océano Pacífico.
En el año 2000, la OHI redefinió el Pacífico, situando entonces, su límite meridional al paralelo 60 Sur, de forma que las aguas al sur de la línea quedan definidas como océano Antártico.
En 2001, la misma organización modificó el límite entre los océanos Atlántico Sur y Pacífico Sur, el cual es una línea desde Punta Dungeness (52°24′S 68°26′O / -52.400, -68.433) al cabo del Espíritu Santo (52°39′S 68°37′O / -52.650, -68.617) de acuerdo con lo estipulado en el Tratado de Paz y Amistad entre Argentina y Chile.
Estas nuevas definiciones no han sido aún ratificadas por la organización (pues una reserva ha sido presentada por Australia) a pesar de ello está en uso por la OHI y otros. Cuando sea adoptada, la definición de 2000 será publicada en la 4.ª edición de Límites de los océanos y los mares y restaurará el Glacial Antártico como era originalmente definido en la segunda edición y posteriormente omitido en la tercera edición.

### Teorías de delimitación natural entre el océano Atlántico y Pacífico

Mapa que muestra la propuesta presentada por la tesis denominada «Delimitación natural entre los océanos Pacífico y Atlántico Sur por la zona de Fractura Shackleton».

Investigaciones científicas han planteado la existencia de un límite natural entre el océano Atlántico y Pacífico, existiendo la teoría de delimitación natural entre los océanos Pacífico y Atlántico Sur por la zona de Fractura Shackleton y la teoría de delimitación natural entre los océanos Pacífico y Atlántico Sur por el arco de las Antillas Australes, la primera estando más vigente que la segunda.

## Fondo oceánico

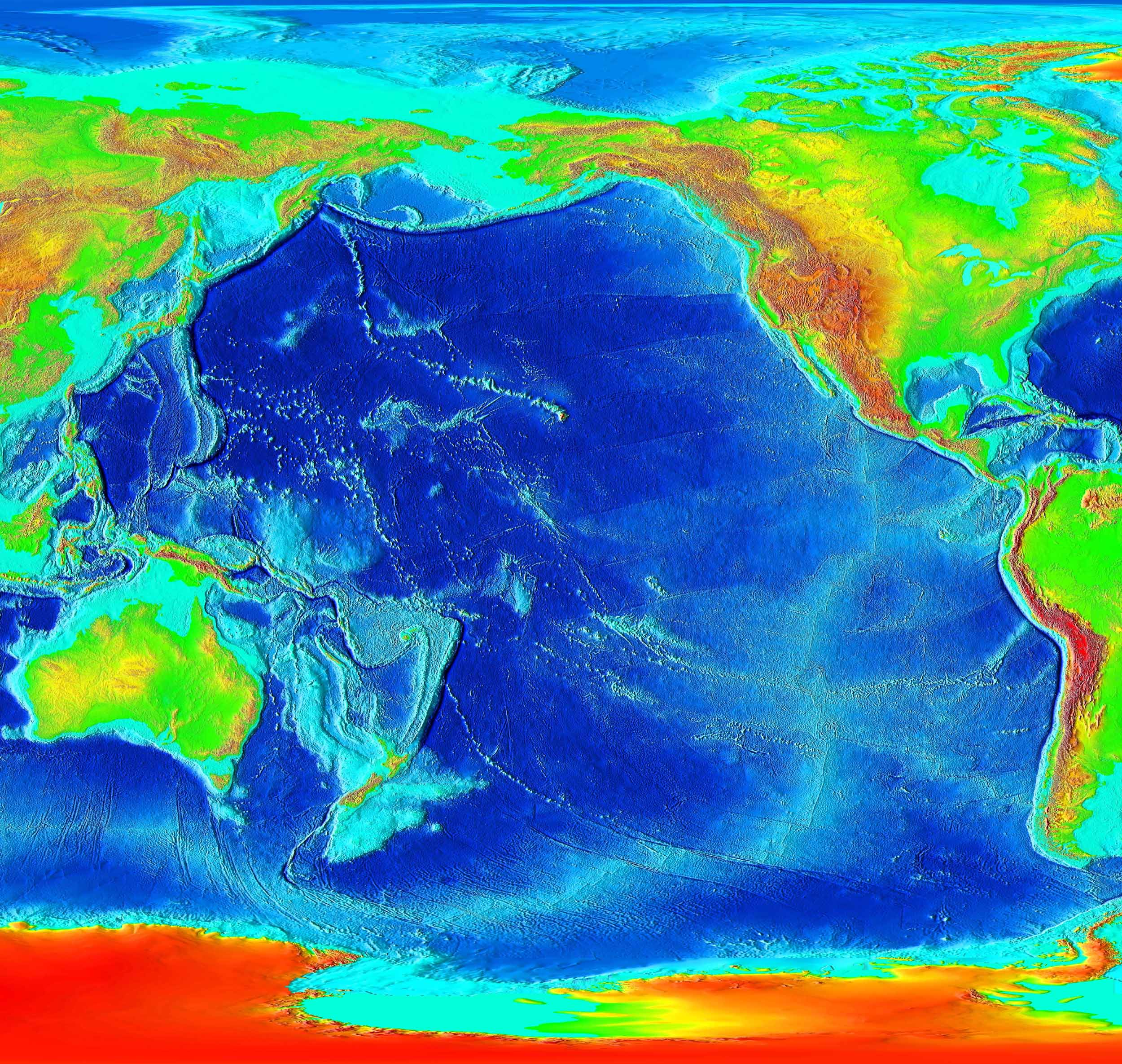
Imagen del fondo del océano Pacífico. Las características más notables son las fosas situadas en el lado occidental y las grandes llanuras que se extienden por el lado oriental.

El fondo del océano a la cuenca del Pacífico es relativamente uniforme, con una profundidad media de unos 4270 metros. Las irregularidades más grandes del área son picos submarinos de pendientes muy pronunciadas y cimas planas, conocidas como montes submarinos. El flanco occidental del suelo consiste en arcos montañosos que se alzan sobre el mar como grupos de islas, como las Islas Salomón y Nueva Zelanda, y fosas profundas, como la de las Marianas, o de las Filipinas, y la de Tonga. La mayoría de las fosas profundas son adyacentes a los márgenes exteriores de la amplia plataforma continental occidental.
A lo largo del límite oriental de la cuenca Pacífica está la cordillera Pacífica Este, que es una parte de la cordillera oceánica central. Con una anchura de unos 3000 km, tiene una altura de unos 3 km sobre el suelo marino adyacente.
Debido a que un área relativamente pequeña drena al Pacífico, y debido al tamaño inmenso del océano, la mayoría de los sedimentos son autigénicos o pelágicos en su origen. Los sedimentos autigénicos incluyen montmorillonita y filipsita. En cambio, los sedimentos pelágicos derivados del agua del mar incluyen arcillas rojas pelágica y restos calcáreos de vida marina. Los sedimentos terrígenos están confinados en márgenes estrechos marginales cerca de tierra.

## Características del agua
Las temperaturas en el Pacífico varían desde el punto de congelación cerca de los polos a unos 29 grados celsius cerca del ecuador. La salinidad también varía con la latitud. El agua que se encuentra cerca del ecuador es menos salina que la de las latitudes medias debido a la precipitación ecuatorial abundante a lo largo del año. Hacia los polos, la salinidad, así como la temperatura, también es baja, ya que existe poca evaporación de agua del mar en estas áreas.
La circulación superficial de las aguas del Pacífico es generalmente en el sentido de las agujas del reloj en el hemisferio boreal y al contrario en el austral. La Corriente ecuatorial del norte, circula hacia el oeste en la latitud de 15° N por los vientos alisios, gira hacia el norte cerca de las Filipinas para convertirse en una cálida Corriente de Kuroshio, o de Japón. Girando hacia el este a unos 45° N, el Kuroshio se divide y algunas aguas se mueven hacia el Norte como la Corriente de las Aleutianas, mientras que el resto se mueven hacia el sur para reunirse con el corriente ecuatorial del norte. La Corriente de las Aleutianas se divide al aproximarse a Norteamérica y forma la base de un giro en contra de las agujas del reloj en el mar de Bering. Su brazo sur se convierte la lenta corriente de California, que fluye hacia el sur.
La Corriente Ecuatorial del Sur, que fluye hacia el oeste a lo largo del ecuador, gira hacia al sur, al este de Nueva Guinea, después gira al este a unos 50 grados de latitud sur, y se une a la corriente de circulación principal hacia el oeste del Pacífico Sur, que incluye la corriente circumpolar antártica que da la vuelta a la Tierra. Al aproximarse a la costa de Chile, la Corriente Ecuatorial del Sur se divide; una rama fluye alrededor del Cabo de Hornos y la otra gira al norte para formar la Corriente de Humboldt.

## Clima

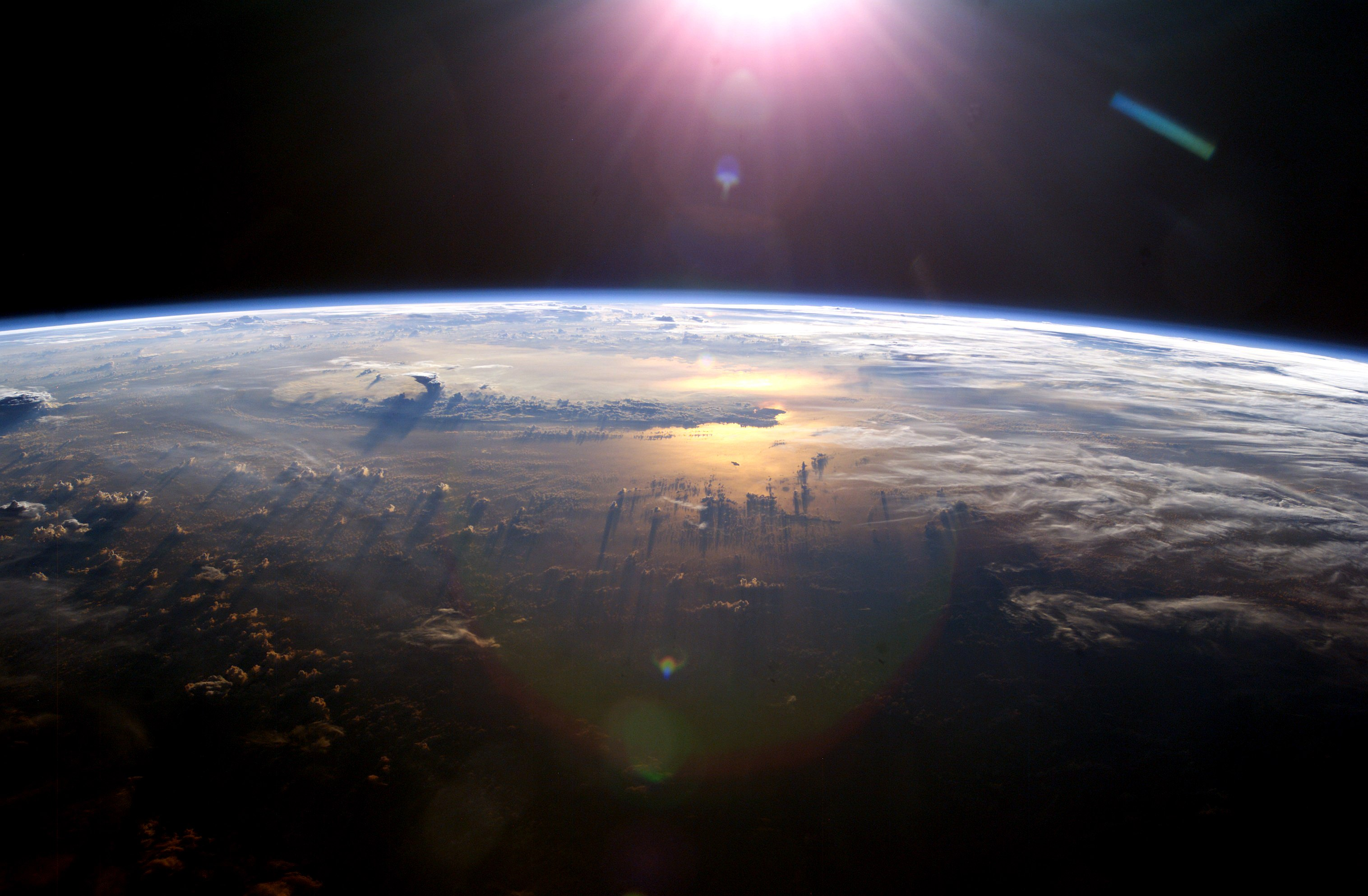
Nubes de tormenta cumulonimbus incus surcando un atardecer visto desde la Estación Espacial Internacional.

Tan solo los interiores de las grandes masas de Australia, Nueva Guinea, y Nueva Zelanda escapan de la influencia climática del Pacífico. En el área del Pacífico, existen cinco zonas o regiones climáticas diferenciadas: las latitudes medias, los trópicos, la región del monzón, la de los tifones, y el ecuador (zona de calma). Los vientos contra-alisios tienen lugar en las latitudes medias, al norte y al sur del ecuador, y llevan cambios estacionales marcados en las latitudes norte y sur. Más cerca del ecuador, donde están la mayoría de las islas, los vientos constantes alisios portan temperaturas relativamente constantes a lo largo de todo el año de 21-27 grados Celsius.
La región del monzón está lejos, en el Pacífico oeste, entre Japón y Australia. Las características de esta región climática son vientos que soplan desde el interior continental hacia el océano en invierno y en la dirección opuesta en el verano. En consecuencia, tiene lugar una marcada estación de nubes y lluvia. Los tifones causan a menudo daños extensos al oeste y al suroeste del Pacífico. La frecuencia más grande de tifones existe en un triángulo que va del sur de Japón a las Filipinas centrales en la Micronesia oriental.

## Geología

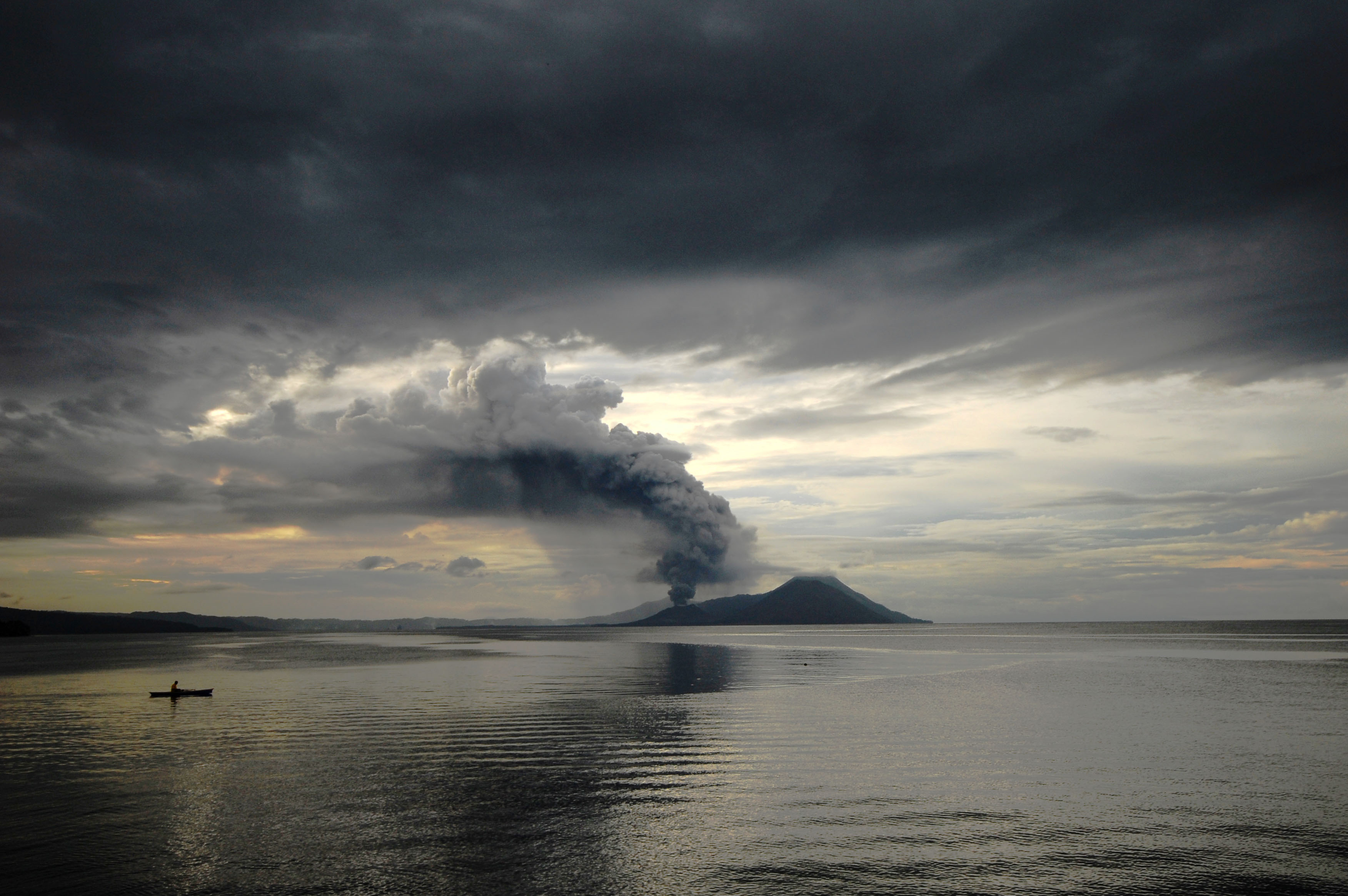
Volcán en erupción en Papúa Nueva Guinea. El Pacífico es el de mayor actividad volcánica del mundo, y son muy conocidos sus terremotos en sus costas. A sus orillas se las refiere como el Cinturón de Fuego del Pacífico.

La línea de andesita es la distinción regional más significativa del Pacífico. Separa la parte más profunda, de rocas ígneas básicas, de las áreas continentales parcialmente sumergidas de rocas ígneas ácidas de los márgenes.
La línea de andesita sigue el límite occidental de las islas de California y pasa al sur de las islas Aleutianas, a lo largo del límite oriental de la península de Kamchatka, las islas Kuriles, Japón, las Marianas, las Salomón y Nueva Zelanda. La discontinuidad sigue hacia el noreste a lo largo del extremo occidental de la cordillera Albatros a lo largo de Sudamérica hacia México, volviendo a las islas de California. Indonesia, las Filipinas, Japón, Nueva Guinea, y Nueva Zelanda son extensiones hacia el este de los bloques continentales de Australia y Asia y están fuera de la línea de andesita.
En el círculo cerrado de la línea de andesita están la mayoría de las fosas profundas, montañas volcánicas sumergidas, e islas volcánicas oceánicas que caracterizan la cuenca Pacífica Central. Aquí es donde las lavas basálticas fluyen lentamente para formar grandes montañas volcánicas en forma de cúpula, las cimas erosionadas de las cuales forman arcos de islas, cadenas, y archipiélagos. Fuera de la línea de Andesita, el vulcanismo es de tipo explosivo, y el llamado Cinturón de Fuego del Pacífico es la zona más volcánica del planeta.

### Golfos
- Golfo de California
- Golfo de Tehuantepec
- Golfo de Fonseca
- Golfo de Panamá
- Golfo de Guayaquil
- Golfo de Penas

## Masas de tierra

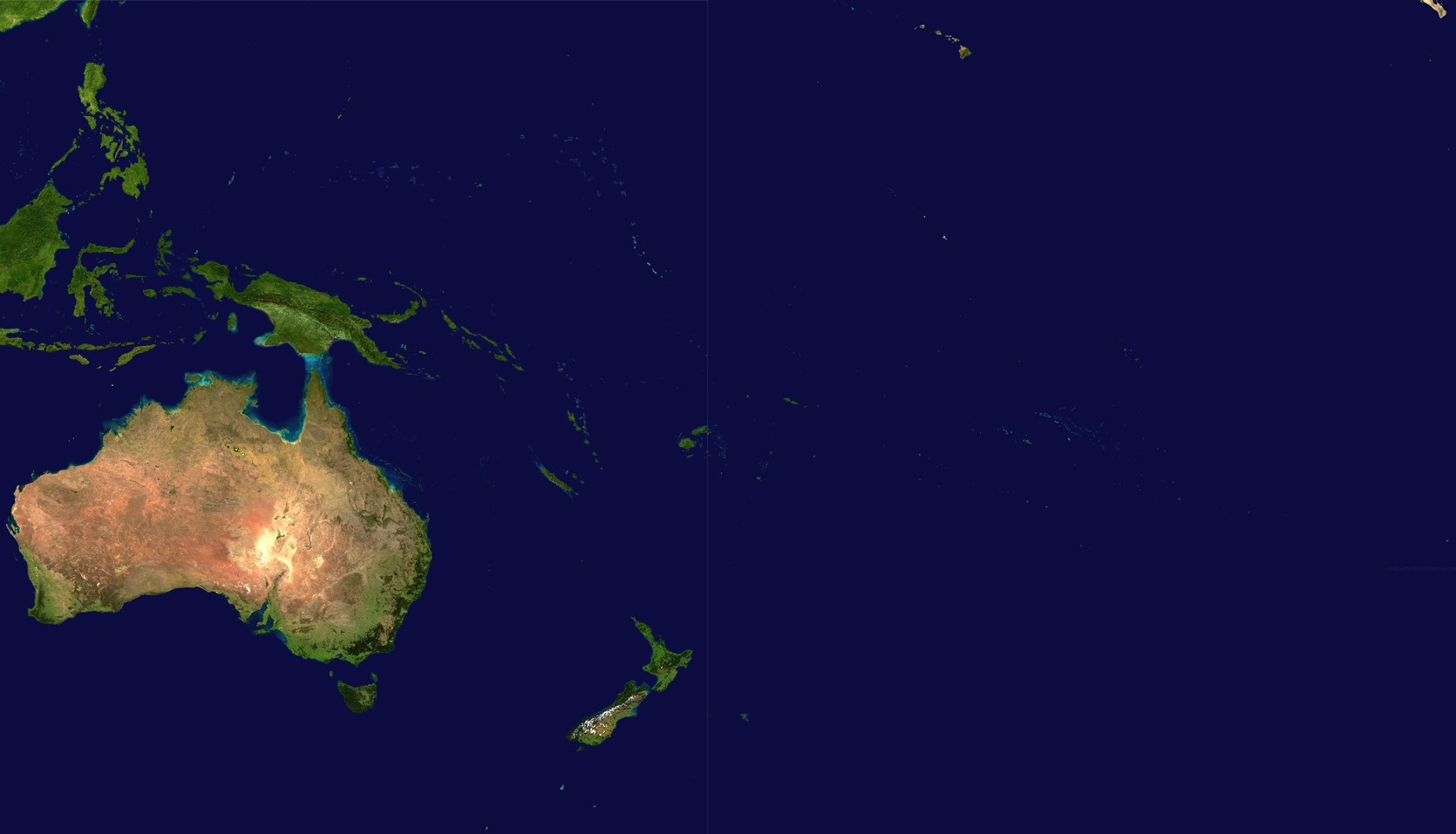
Imagen satelital de Oceanía.

La masa más grande del océano Pacífico es el país de Australia, ubicado en el continente de Oceanía. A unos 3200 km al sureste se encuentra el gran grupo de islas de Nueva Zelanda. Casi todas las islas menores del Pacífico están entre los 30ºN y 30ºS, extendiéndose del sureste asiático a la isla de Pascua; el resto de la cuenca Pacífica no tiene prácticamente islas. El gran triángulo de Polinesia, que conecta Hawái, la isla de Pascua, y Nueva Zelanda, incluye los archipiélagos de las islas Cook, islas Marquesas, islas Samoa, islas de la Sociedad, islas Gambier, Tokelau, Tonga y Tuamotu. Al norte del ecuador y al oeste de la línea internacional de cambio de fecha hay numerosas islas pequeñas de la Micronesia, incluyendo las Islas Carolinas, las Islas Marshall y las Marianas.

## Historia y economía

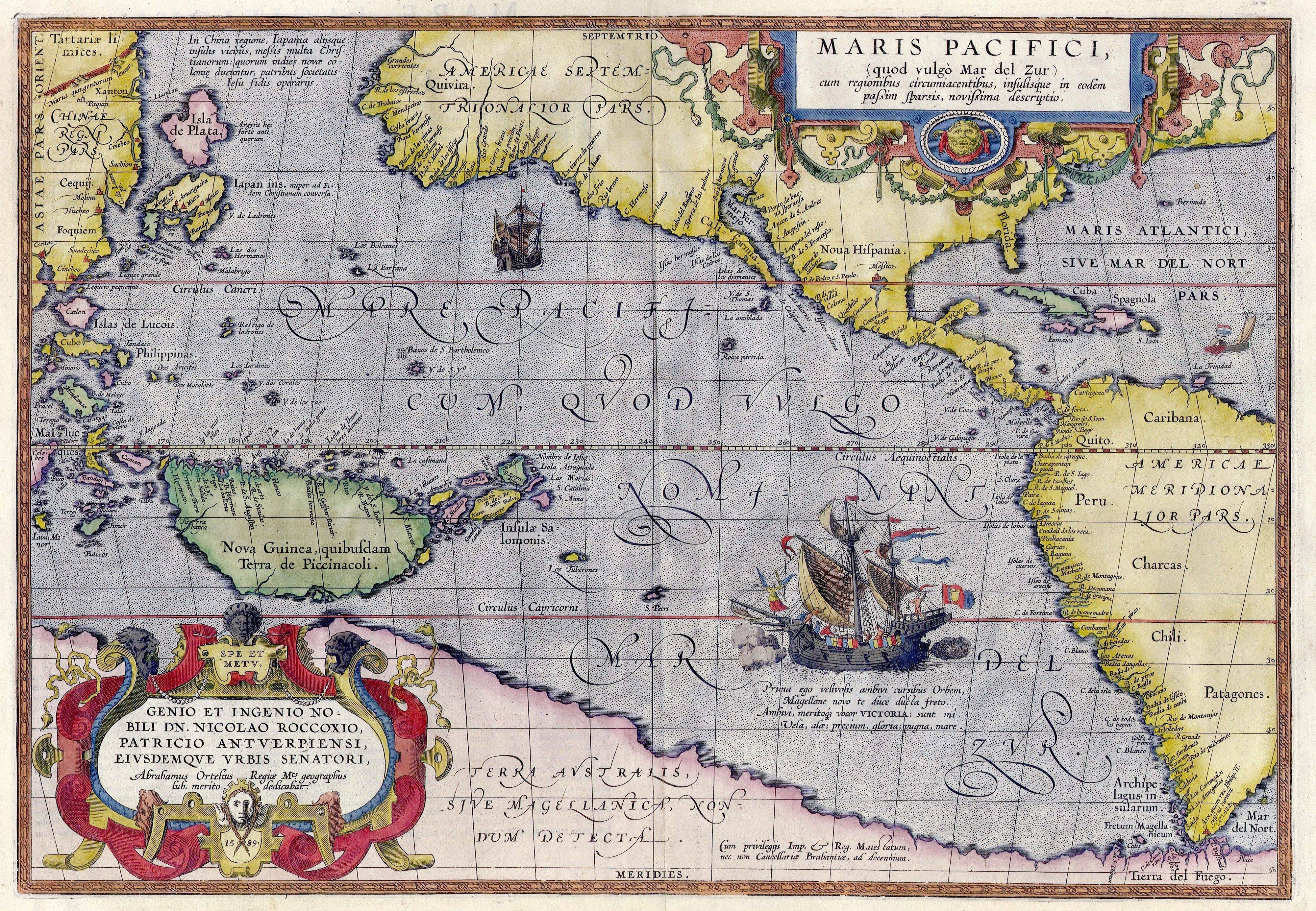
Maris Pacifici de Ortelius (1589). Uno de los primeros mapas impresos que muestran el océano Pacífico; véase también el Universalis Cosmographia, el mapa de Waldseemüller (1507)

Migraciones humanas importantes han tenido lugar en el Pacífico en tiempos prehistóricos, notablemente en la Polinesia desde Tahití hasta Hawái y Nueva Zelanda.
El océano Pacífico fue divisado por primera vez por europeos en los albores del siglo XVI, primero por la expedición española de Vasco Núñez de Balboa (1513) quien lo llamó mar del Sur porque desde el istmo de Panamá el mar se encontraba al sur. Al norte estaba el océano Atlántico al que también se le llamó «mar del Norte» (hasta principios del siglo XIX). El océano Pacífico fue surcado por Fernando de Magallanes, descubridor del estrecho que lleva su nombre, y que llegó a Filipinas en 1521, y por Juan Sebastián Elcano que completó la primera circunnavegación del mundo en 1522. Ese mismo año, Gil González Dávila realizó la primera expedición por la mar del Sur desde Tierra Firme, alcanzando territorios nicaragüenses y costarricenses, en búsqueda de oro.
Durante el resto del siglo XVI y principios del XIX, la influencia española fue absoluta. El océano Pacífico llegó a denominarse el «lago español» por tantas expediciones españolas que lo cruzaron y exploraron. Galeones españoles surcaron las aguas del Pacífico entre América y Filipinas con escala en Guam en las islas Marianas durante siglos y diferentes expediciones llegaron a las islas Carolinas y Palaos, que también formaron parte de la Capitanía General de Filipinas. En 1545 la expedición de Íñigo Ortiz de Retes llegó a Nueva Guinea y la bautizó con ese nombre por la similitud del aspecto de sus autóctonos con los de Guinea en África. Una vez descubiertos nuevos territorios, los esfuerzos hispanos de cristianización y colonización se dieron por primera vez en Guam seguido por las Marianas, Palaos y Yap, para intentarlo finalmente en las islas Marshall.
Se incorporaron al Imperio Español decenas de islas y atolones. Entre otros, los actuales territorios de Palaos, Micronesia, las islas Salomón, las islas Marshall o Vanuatu, y también parte de Kiribati. Los territorios españoles en el Pacífico abarcaban Filipinas, Guam y las Islas Marianas del Norte, lo que unido al dominio de la mayor parte del continente americano convirtió a España en la principal potencia del Pacífico durante siglos.

Exploraciones y rutas españolas en el Pacífico.

La ruta española del Galeón de Manila operó durante dos siglos y medio a través del Pacífico, uniendo los puertos de Acapulco y Manila entre 1565 y 1815. En 1568 el navegante Álvaro de Mendaña descubrió Tuvalu y las islas Salomón, y en una segunda expedición en 1595 descubrió las islas Marquesas. En 1606, la expedición española de Quirós descubrió las Islas Pitcairn, las Nuevas Hebridas (hoy Vanuatu) y visitó las Salomón. Quirós desembarcó en la isla principal de las Nuevas Hébridas bautizándola La Austrialia del Espíritu Santo, creyendo que había llegado a la Terra Australis, el continente australiano. A pesar de encontrarse en las Nuevas Hébridas, el nombre Austrialia no acabó sustituyendo el nombre de Vanuatu, y no ha perdurado hasta nuestros días. Durante el siglo XVII los holandeses, navegando desde Europa por el sur de África también llegaron al Pacífico Sur, comerciando y descubriendo nuevos territorios. Abel Janszoon Tasman descubrió Tasmania en (1642) y Nueva Zelanda. En el siglo XVIII los rusos exploraron parte de Alaska y las islas Aleutianas. Varias expediciones españolas intentaron reafirmar la soberanía española en el extremo boreal de Norteamérica en los estertores del siglo XVIII, también alcanzando Canadá y Alaska. Entre ellas, la expedición de Juan Francisco de la Bodega y Quadra estableció un asentamiento español en la isla de Nutca, en la isla de Vancouver (originalmente Quadra y Vancouver) y llegó hasta la isla Kodiak en Alaska. Los franceses a su vez exploraron la Polinesia, y los británicos en los tres viajes de James Cook: al Pacífico Sur y Australia, Hawái, y el noroeste americano del Pacífico.
Las numerosas llegadas de españoles a las islas de la Micronesia no supusieron un cambio drástico en la cultura y sus costumbres. Lo que no significa que los habitantes de esos lugares se vieran de alguna manera, amenazados e impresionados, por los nuevos inventos que los españoles trajeron consigo, como eran los enormes barcos, artilugios de guerra o incluso sus ropas. Además de ello, la confusión rondaba sus cabezas debido a que tal y como explicaba el cronista oficial Antonio de Pigafetta, estas civilizaciones creían ser las únicas que habitaban la Tierra.
El imperialismo del siglo XIX dio como resultado la ocupación del Pacífico por las potencias occidentales. Se hicieron contribuciones significativas al conocimiento oceanográfico en los viajes del HMS Beagle en los años 1830, con Charles Darwin a bordo; el HMS Challenger durante la década de 1870; la USS Tuscarora (1873-76); y el alemán Gazelle (1874-76). Aunque los Estados Unidos tomaron las Filipinas en 1898, Japón controlaba el Pacífico oeste en 1914, y ocupó muchas otras islas durante la Segunda Guerra Mundial. Al final de esta guerra, la flota del Pacífico americana era el amo virtual del océano.
Hay diecisiete estados independientes en el Pacífico: Australia, Fiyi, Japón, Kiribati, islas Marshall, Estados Federados de Micronesia, Nauru, Nueva Zelanda, Palaos, Papúa Nueva Guinea, Filipinas, Samoa, Islas Salomón, República de China (Taiwán), Tonga, Tuvalu, y Vanuatu. Once de estas naciones han logrado su total independencia a partir de los años 1960. Las islas Marianas del Norte se autogobiernan con la política exterior ordenada por los Estados Unidos, y las Islas Cook y Niue están en relaciones similares con Nueva Zelanda. También en el Pacífico está el estado americano de Hawái y diversos territorios y posesiones de Australia, Chile, Colombia, Costa Rica, Ecuador, Francia, Japón, México, Perú Nueva Zelanda, el Reino Unido y los Estados Unidos.
La explotación de la riqueza mineral del Pacífico está temperada por las grandes profundidades oceánicas. En aguas poco profundas lejos de las costas de Australia y Nueva Zelanda, se extrae petróleo y gas natural y se cultivan perlas en las costas de Australia, Japón, Papúa Nueva Guinea, Nicaragua, Panamá, y las Filipinas, aunque cada vez menos. La mayor riqueza del Pacífico es la pesca. Las aguas costeras de los continentes y las islas más templadas crían bacalao, salmón, sardina, pez espada, y atún.
En 1986, las naciones miembros del Fórum Pacífico Sur declararon el área como zona libre nuclear en un esfuerzo de parar las pruebas nucleares y prevenir el vertido de residuos nucleares.

## Cuenca del Pacífico
El Pacífico es la cuenca oceánica más antigua de todas las existentes. Sus rocas sedimentarias son las más antiguas tienen una edad aproximada de 200 millones de años. Las principales características de la cuenca oceánica están relacionadas con la tectónica de placas y el vulcanismo. Aunque el fondo oceánico en la zona central del Pacífico es muy regular, los denominados «guyots», unas elevaciones submarinas con la cima plana y forma de columna sí constituyen irregularidades llamativas. En la parte occidental del Pacífico, emergen arcos de islas por encima del nivel del mar, con profundos sistemas de fosas en sus bordes, así como a lo largo de la costa asiática. La zona oriental del Pacífico se caracteriza por la presencia de la dorsal del Pacífico oriental, una parte del sistema de dorsales oceánicas que rodea el planeta. Los depósitos sedimentarios del océano Pacífico se componen mayoritariamente de partículas de origen local (depósitos organógenos), por ejemplo, los esqueletos de pequeños animales marinos. Solo se encuentran depósitos minerales de partículas procedentes los continentes circundantes en las zonas costeras y en las estrechas plataformas continentales.

## Países y territorios costeros

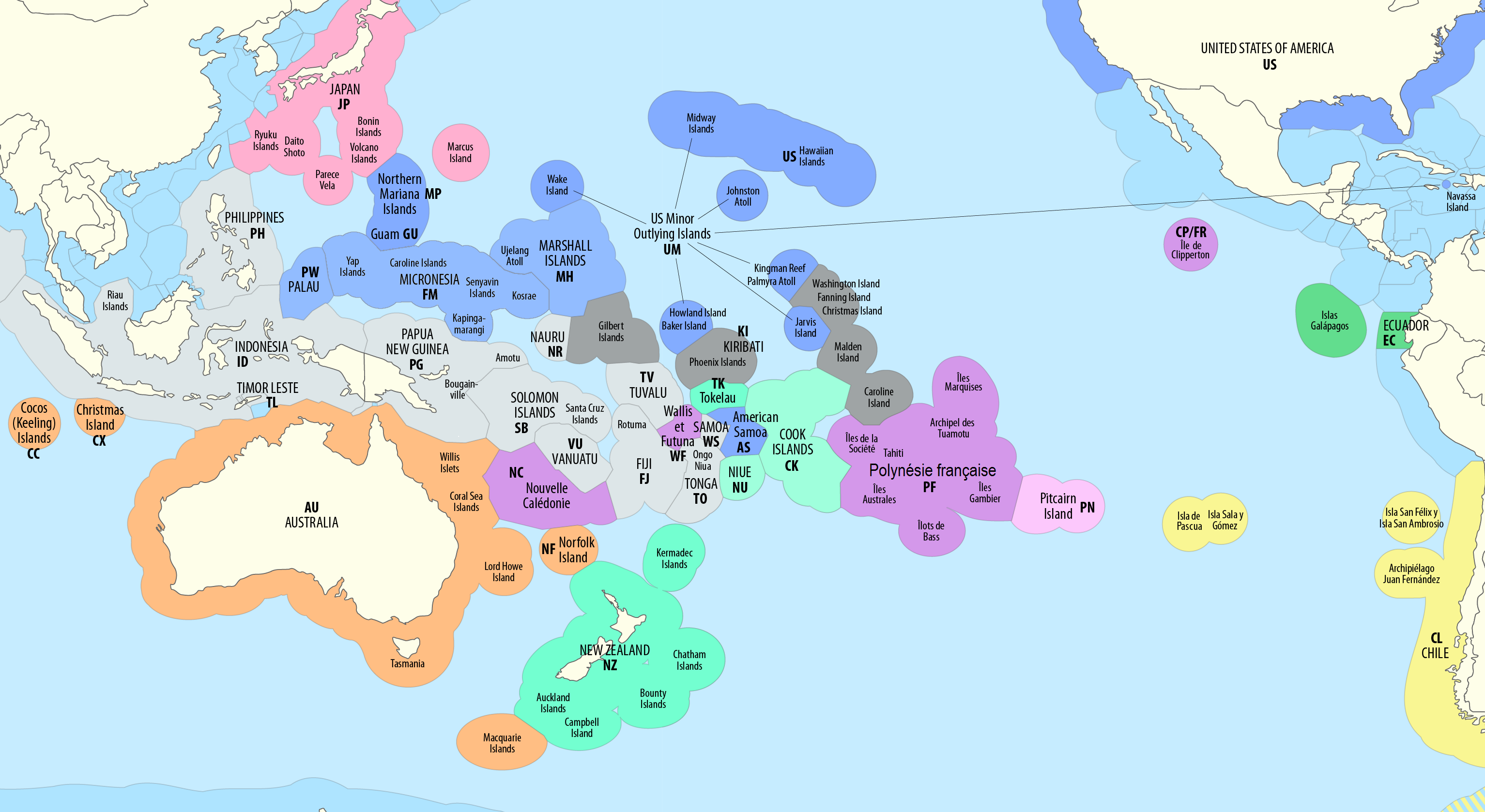
Zonas económicas exclusivas de los países costeros del Pacífico y del Sureste Asiático.

| - Australia - Brunéi - Camboya - Canadá - Chile - China - Colombia - Corea del Norte - Corea del Sur - Costa Rica - Ecuador - El Salvador - Estados Federados de Micronesia | - Estados Unidos - Filipinas - Fiyi - Guam - Guatemala - Honduras - Indonesia - Islas Cook - Islas Marianas del Norte - Islas Marshall - Islas Pitcairn - Islas Salomón - Japón | - Kiribati - Malasia - México - Nauru - Nicaragua - Niue - Nueva Caledonia - Nueva Zelanda - Palaos - Panamá - Papúa Nueva Guinea - Perú - Polinesia Francesa | - Rusia - Samoa - Samoa Americana - Singapur - Tailandia - Taiwán - Tokelau - Timor Oriental - Tonga - Tuvalu - Vanuatu - Vietnam - Wallis y Futuna |